# Герингсвалде
Герингсвалде (њем. Geringswalde) град је у њемачкој савезној држави Саксонија. Једно је од 61 општинског средишта округа Средња Саксонија. Према процјени из 2010. у граду је живјело 4.803 становника. Посједује регионалну шифру (AGS) 14522190.

## Географски и демографски подаци
Герингсвалде се налази у савезној држави Саксонија у округу Средња Саксонија. Град се налази на надморској висини од 268 метара. Површина општине износи 29,9 km². У самом граду је, према процјени из 2010. године, живјело 4.803 становника. Просјечна густина становништва износи 160 становника/km².